# Фанерит

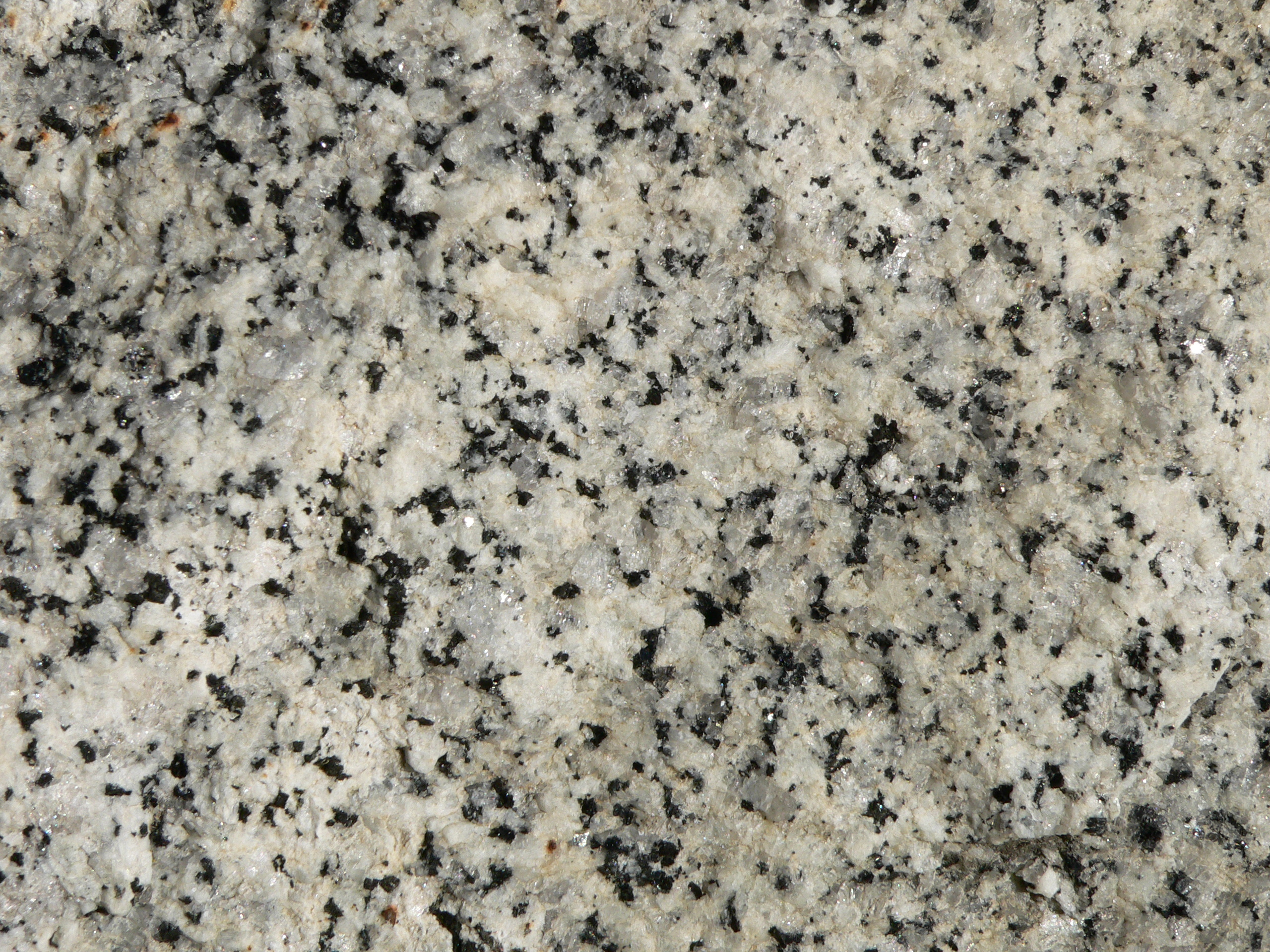
Граніт - фанеритова порода, Йосеміті, США.

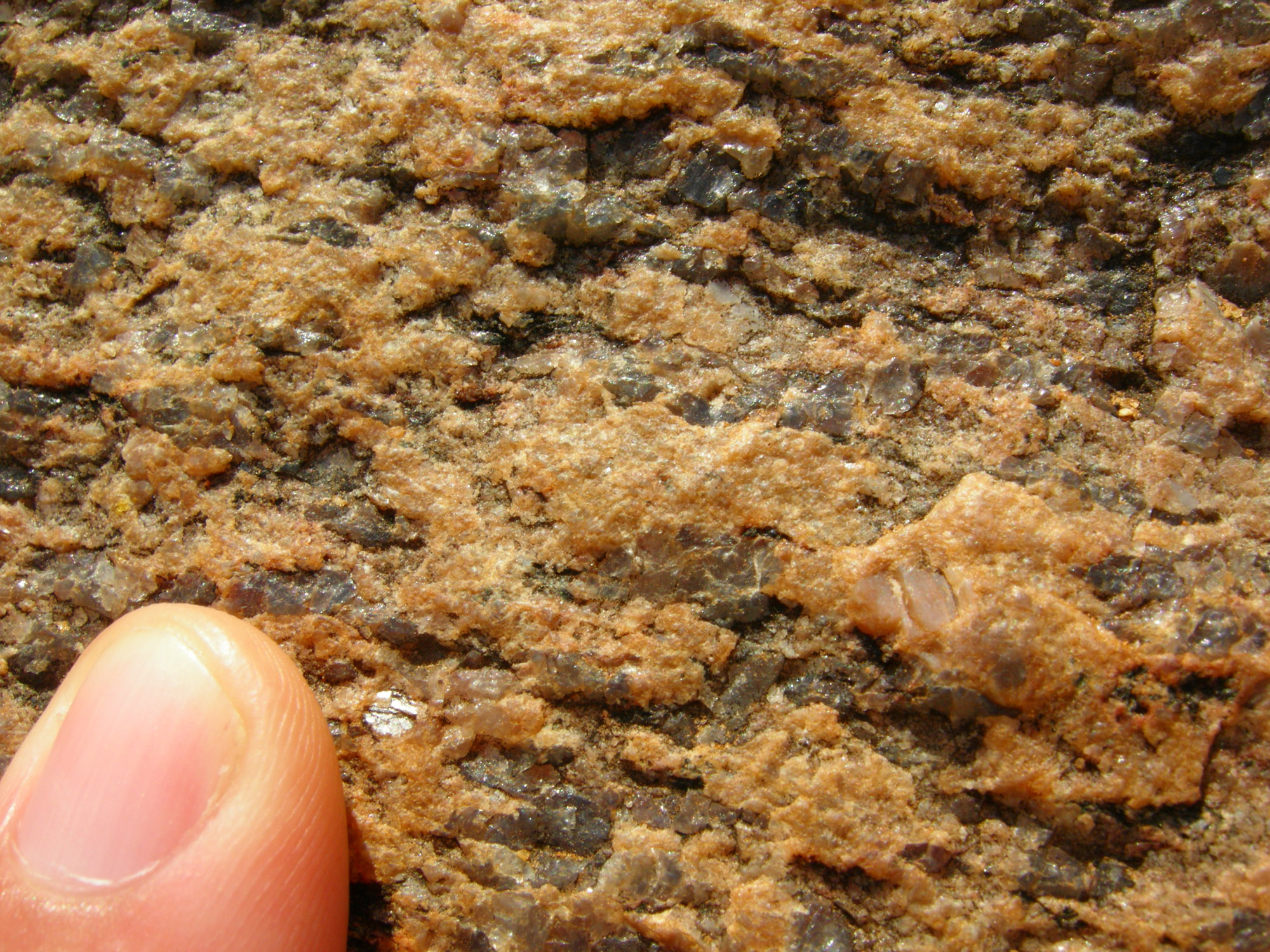
Крупний план фанеритового граніту, Ченнаї, Індія

Фанерит (англ. phanerite)  - це гірські породи, мікроструктура яких складається з кристалів, достатньо великих, щоб можна було розрізнити оком. На відміну від цього, кристали в афанітних гірських породах занадто малі, щоб їх можна було побачити неозброєним оком. Фанеритична текстура утворюється, коли магма глибоко під землею охолоджується повільно, даючи кристалам час для зростання.
Фанерити часто описуються як грубозернисті .